# Iwan Skobriew
Iwan Aleksandrowicz Skobriew (ros. Иван Александрович Скобрев; ur. 8 lutego 1983 w Chabarowsku) – rosyjski łyżwiarz szybki, dwukrotny medalista olimpijski, wielokrotny medalista mistrzostw świata i dwukrotny medalista mistrzostw Europy.

## Kariera
Specjalizuje się w biegach na długich dystansach. Pierwszy sukces w karierze osiągnął w 2002 roku, kiedy podczas mistrzostw świata juniorów w Collalbo zdobył srebrny medal w wieloboju. W 2006 roku brał udział w igrzyskach olimpijskich w Turynie, zajmując między innymi szóste miejsce w biegach na 1500 i 10 000 m i piąte w biegu drużynowym. Podczas rozgrywanych rok później mistrzostw świata na dystansach w Salt Lake City wspólnie z Aleksiejem Juninem i Jewgienijem Łalenkowem zdobył brązowy medal w sztafecie. Igrzyska olimpijskie w Vancouver w 2010 roku przyniosły mu dwa medale. Najpierw zajął trzecie miejsce za Holendrem Svenem Kramerem i Lee Seung-hoonem z Korei Południowej w biegu na 5000 m, a następnie był drugi na 10 000 m, przegrywając tylko z Lee. Na tych samych igrzyskach był też czwarty w biegu na 1500 m, przegrywając walkę o medal z Håvardem Bøkko z Norwegii. Kolejne medale zdobył podczas mistrzostw świata na dystansach w Inzell w 2011 roku, gdzie zajął trzecie miejsce w biegach na 5000 m i 10 000 m. Dwa brązowe medale przywiózł także z mistrzostw świata w Soczi w 2013 roku, gdzie był trzeci na 1500 i 5000 m. Na rozgrywanych w międzyczasie mistrzostwach świata w Heerenveen Skobriew był drugi na dystansie 1500 m i trzeci na 5000 m. W 2011 roku zwyciężył ponadto na wielobojowych mistrzostwach świata w Calgary i mistrzostwach Europy w Collalbo. W 2014 roku brał udział w igrzyskach olimpijskich w Soczi, zajmując między innymi szóste miejsce w biegu drużynowym oraz siódme na dystansie 5000 m. Kilkakrotnie stawał na podium zawodów Pucharu Świata, odnosząc przy tym dwa zwycięstwa. W sezonach 2009/2010 i 2010/2011 zajmował drugie miejsce w klasyfikacji końcowej 5000/10 000 m.

## Osiągnięcia

### Igrzyska olimpijskie
- Turyn 2006
  - 6. miejsce (1500 m); 11. miejsce (5000 m); 6. miejsce (10 000 m); 5. miejsce (sztafeta)
- Vancouver 2010
  - brąz – 5000 m
  - srebro – 10 000 m

### Mistrzostwa świata
- Mistrzostwa świata w wieloboju
  - złoto – 2011
- Mistrzostwa świata na dystansach
  - brąz – 2007 (sztafeta)
  - brąz - 2011 (5000 m)
  - brąz - 2011 (10 000 m)